# 徐执提
徐执提（1934年12月—2023年1月2日），浙江绍兴人，中国人民解放军正军职离休干部、原海军指挥学院副院长。

## 生平
徐执提1946年7月参加革命工作，1951年4月入伍，1956年9月加入中国共产党。历任翻译、教员、参谋，海军学院训练部合同战术教研室副主任、主任等职。
2023年1月3日，徐执提因病于南京逝世，享年89岁。讣告刊登在2月21日的《解放军报》。